# Castello di Salvaterra (Iglesias)
Il castello di Salvaterra (noto anche come castello di San Guantino) è un edificio fortificato situato nel comune di Iglesias in Sardegna.

## Storia

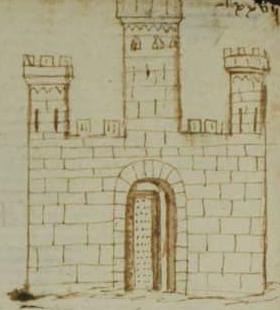
Il Castello di Salvaterra nel Compartiment de Sardenya del 1358

Il castello venne edificato in epoca medioevale, forse per volere del conte Ugolino, nella seconda metà del XIII, quando Iglesias, allora Villa di Chiesa, era sotto il dominio pisano, prima della famiglia dei Della Gherardesca, conti di Donoratico, e poi della stessa repubblica toscana.
Sorge in posizione sopraelevata rispetto all'abitato, sul colle detto di Salvaterra (da cui prende il nome). Questa posizione, oltre che garantire un vantaggio difensivo, gli consentiva di comunicare con gli altri castelli sparsi nel territorio ossia il castello di Gioiosa Guardia, il castello di Acquafredda e il castello di San Michele di Cagliari.

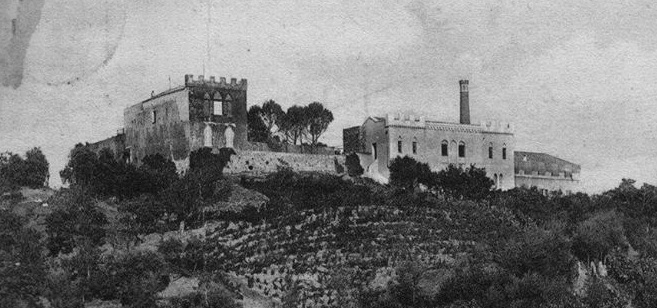
Il castello di Salvaterra (foto d'epoca)

Fu conquistato dagli Aragonesi nel 1324, a seguito dell'assedio di Villa di Chiesa. Dopo essere stata acquisita, la cittadella e il castello furono assegnati in feudo a Berengario Carròs, figlio dell'ammiraglio Francesco Carròs, che comandava la flotta catalano-aragonese. Fino al 1905, sull'architrave della porta del castello era visibile un'iscrizione commemorativa risalente al 1325, a ricordare il periodo in cui Carròs (o Carroz) deteneva il controllo del castello. A partire da quell'anno, il maniero subì una serie di ampliamenti e rafforzamenti significativi che ne modificarono anche la funzione, trasformandolo da una struttura di difesa in un simbolo del potere regio sulla città.
Un disegno risalente al 1358 ci permette di risalire al suo aspetto originario; la fortezza aveva una pianta quadrangolare ed era dotata di tre torrioni, due ai lati e uno al centro, quest'ultimo con ingresso.
Nel XIX secolo venne unito ad una villa in stile neogotico e una vetreria.